# Drei Dampfloks werden Freunde
Drei Dampfloks werden Freunde (englischer Originaltitel The Three Railway Engines) ist das erste Bilderbuch von Reverend Wilbert Vere Awdry  (1911–1997)  aus der Reihe Wilbert Awdrys Sprechende Eisenbahnen (englischer Originaltitel The Railway Series). Das Buch führt in vier Einzelgeschichten die drei Lokomotiven Gordon, Henry und Edward ein und wurde 1945 mit Illustrationen von William Middleton veröffentlicht.

## Inhalt
Drei Dampfloks werden Freunde besteht aus folgenden vier Einzelgeschichten, die lose aufeinander aufbauen: Edward’s Day Out, Edward and Gordon, The Sad Story of Henry und Edward, Gordon and Henry.

### Edward’s Day Out
Edward, die blaue Lokomotive, ist im Unterschied zu den restlichen Loks viel kleiner. Die größeren Lokomotiven ziehen ihn deshalb auf. Und weil er schon länger nicht mehr für einen Arbeitseinsatz benötigt worden ist, macht er ein trauriges Gesicht. Dies bemerken der Lokführer und der Heizer und wählen deshalb Edward – sehr zum Missfallen der anderen Lokomotiven – für die Aufgaben dieses Tages aus. Die Waggons hingegen freut dies sehr, geht doch Edward besonders behutsam mit ihnen um. Gemeinsam fahren sie von Bahnhof zu Bahnhof, wo Edward alte Bekannte trifft, und auf der Strecke winken Kinder der blauen Lokomotive freundlich zu. Weil Edward seine Aufgabe mit größtem Einsatz erfüllt hat, versprechen ihm der Lokführer und der Heizer, ihn am nächsten Tag wieder für einen Arbeitseinsatz auszuwählen.

### Edward and Gordon
Eine der fünf größeren Lokomotiven neben Edward ist Gordon, der gerne mit seiner Größe und Stärke prahlt. Entgegen seiner Ankündigung, heute den Expresszug zu ziehen, wird Gordon an diesem Tag dazu eingeteilt, Kohlewaggons zu transportieren. Als er diese über einen Hügel ziehen soll, versagen ihm die Kräfte, wobei er die Schuld in erster Linie den lärmenden Kohlewaggons gibt. Als Edward und sein Fahrer vorbeikommen, bieten sie an, am Ende des Zugs anzuschieben. Gordon ist skeptisch, doch letztlich schaffen sie es gemeinsam, die voll beladenen Waggons über den Hügel zu bringen. Als Belohnung für seinen Einsatz bekommt Edward am nächsten Tag einen neuen Anstrich mit blauer Farbe und roten Streifen.

### The Sad Story of Henry
An einem regnerischen Tag macht sich die Lokomotive Henry Sorgen um seinen grünen Anstrich und beschließt daher, einfach in einem Tunnel stehen zu bleiben. Sein Fahrer und Heizer versuchen alles, ihn zum Verlassen des Tunnels zu bringen, doch er weigert sich beharrlich. Der dicke Eisenbahndirektor (im englischen Original The Fat Director) fordert daraufhin die Passagiere auf, Henry mit einem Seil aus dem Tunnel zu ziehen. Nachdem dies ergebnislos bleibt, schlägt der Eisenbahndirektor  vor, Henry von hinten aus dem Tunnel zu schieben. Doch auch dies scheitert, genauso wie der Versuch, ihn mit Hilfe einer anderen Lokomotive aus dem Tunnel zu manövrieren. Daraufhin wird kurzerhand beschlossen, Henry für immer in dem Tunnel zu belassen, indem sie den Tunnel zumauern und die Gleise entfernen. Henry muss ab sofort dabei zusehen, wie im Nebentunnel die anderen Lokomotiven fröhlich ein- und ausfahren.

### Edward, Gordon and Henry
In der letzten Geschichte prahlt Gordon wieder einmal damit, dass er als einziger stark genug sei, um den Expresszug zu ziehen. Als er sich dem Tunnel nähert, in dem Henry eingemauert ist, beschließt er, besonders schnell zu fahren, um Henry zu beeindrucken. Doch dies geht gründlich schief, als dabei Gordons Sicherheitsventil platzt. Edward wird als Ersatzlok eingesetzt, doch er ist nicht stark genug für den Expresszug mit seinen vielen Waggons. Daraufhin schlägt Gordon vor, Henry den Expresszug ziehen zu lassen. Dieser ist über das Angebot hocherfreut. Die Mauer vor seinem Tunnel wird entfernt und zusammen mit Edward schaffen es die beiden, den Expresszug bis zur Endstation zu befördern. Auf dem Weg zurück schleppen die beiden Lokomotiven dann noch den außer Gefecht gesetzten Gordon ab. Von nun an sind die drei Lokomotiven beste Freunde. Und Henry bekommt abschließend als Belohnung einen neuen Anstrich in Blau samt roten Streifen.

## Hintergrund
Um seinen an den Masern erkrankten Sohn Christopher aufzumuntern, erzählten ihm sein Vater und seine Mutter Margaret Awdry Geschichten am Krankenbett. Vor allem die Lokomotivgeschichte, die sich sein Vater ausgedacht hatte, wollte Christopher immer wieder hören. Sein Vater zeichnete daraufhin ein Bild von den Lokomotiven, denen er zum Spaß Gesichter gab. Die Lok mit dem traurigen Gesicht bekam den Namen Edward. Aus dem Wechselspiel aus Fragen von Christopher und Wilberts Antworten entstanden so nach und nach die Geschichten Edward and Gordon sowie The Sad Story of Henry. Margaret ermutigte Wilbert, die Geschichten einem Verlag vorzulegen. Im Mai 1945 wurden diese nach einigen vorausgegangenen Absagen schließlich vom Herausgeber Edmund Ward unter dem Titel The Three Railway Engines veröffentlicht. Die Illustrationen der ersten Ausgabe, die auf Anhieb ein großer Erfolg war, stammten von William Middleton, mit dessen Zeichnungen Wilbert Awdry jedoch nicht glücklich war.
Awdry schrieb bis 1972 noch weitere 25 Bücher für die Reihe Wilbert Awdrys Sprechende Eisenbahnen und setzte dafür wechselnde Illustratoren ein, u. a. Clarence Reginald Dalby, der auch die späteren Ausgaben von The Three Railway Engines neu illustrierte. Thomas, die wohl bekannteste Lokomotive der sprechenden Eisenbahnen wurde im zweiten Buch Thomas, die Tenderlok eingeführt. Sein Sohn Christopher setzte die Reihe noch weiter fort, so dass insgesamt 42 Bücher entstanden.
Alle Geschichten spielen auf der fiktiven Insel Sodor, deren Name auf einen Bischof zurückgeht, den Wilbert einmal traf und dessen voller Titel Bishop of Sodor and Man lautete.
Die Figuren aus Drei Dampfloks werden Freunde (Edward, Gordon, Henry, The Fat Director) finden sich in der Fernseh-Serie Thomas, die kleine Lokomotive aus dem Jahr 1984 und in dem Film Thomas, die fantastische Lokomotive aus dem Jahr 2000 wieder.

## Referenzen
Drei Dampfloks werden Freunde ist in dem literarischen Nachschlagewerk 1001 Kinder- und Jugendbücher – Lies uns, bevor Du erwachsen bist! für die Altersstufe 0–3 Jahre enthalten.

## Ausgaben
- Edmund Ward (Hrsg.): The Three Railway Engines. 1945, OCLC 495709597 (englisch, 62 S., Illustrationen von William Middleton).
- Wilbert Awdry’s Sprechende Eisenbahnen: Thomas die Tenderlock und andere Eisenbahngeschichten. Maier, 1981, OCLC 1142149909 (enthält sowohl Thomas the Tank Engine als auch The Three Railway Engines).[4]
- Drei Dampfloks werden Freunde. Globi-Verlag, Zürich, 1987, ISBN 3-85703-099-2 (librarything.com).